# Lenguas oficiales de la Unión Europea
Las lenguas oficiales de la Unión Europea son los 24 idiomas oficiales de dicha organización en los que están redactados sus Tratados constitutivos y su legislación derivada, y que se usan también como lenguas de trabajo. Son un número inferior al de Estados de la Unión, ya que varios de éstos comparten idiomas. Sin embargo, en la Comisión Europea, por ejemplo, el Colegio de Comisarios negocia sobre la base de documentos presentados en inglés, francés, alemán, italiano y español.
| - alemán - búlgaro - checo - croata - danés - eslovaco - esloveno - español - estonio - finés - francés - griego | - húngaro - inglés - irlandés - italiano - letón - lituano - maltés - neerlandés - polaco - portugués - rumano - sueco |

Cada Estado tiene derecho a inscribir una lengua como oficial, pese a lo cual la salida del Reino Unido de la Unión en 2020 no supuso la eliminación del inglés como lengua oficial. Es así que de facto las principales lenguas oficiales y de trabajo son el inglés y el francés, tanto por su uso hablado, así como por su uso en la primera redacción de los documentos oficiales. En total, el inglés es la lengua más hablada en la UE (seguida por el francés), sin embargo la lengua materna más hablada es el alemán  (seguida por el francés). Como consecuencia de esta influencia, las tres "lenguas de trabajo" de la UE son el inglés, el francés y el alemán. Sin embargo, en los Estados miembros se utilizan, además de los 24 idiomas señalados, unas 60 lenguas más, cooficiales solo en parte del territorio o no oficiales (lenguas regionales y minoritarias).
Una de las políticas claves de la UE es la de promover el aprendizaje entre sus ciudadanos de por lo menos dos idiomas aparte de su lengua materna. El objetivo no es únicamente facilitar la comunicación entre ciudadanos, sino también fomentar una mayor tolerancia hacia los demás y un respeto para la diversidad cultural y lingüística de la Unión. Varios programas de cooperación promueven el aprendizaje de los idiomas y la diversidad lingüística en la UE y sus Estados miembros se han comprometido a potenciar la cooperación en el ámbito del multilingüismo social e individual y a mejorar la eficacia de la enseñanza de lenguas en sus escuelas. De alguna manera, de esto habla su lema "unida en la diversidad" (latín: «In varietate concordia»).

## Lenguas oficiales de la Unión Europea

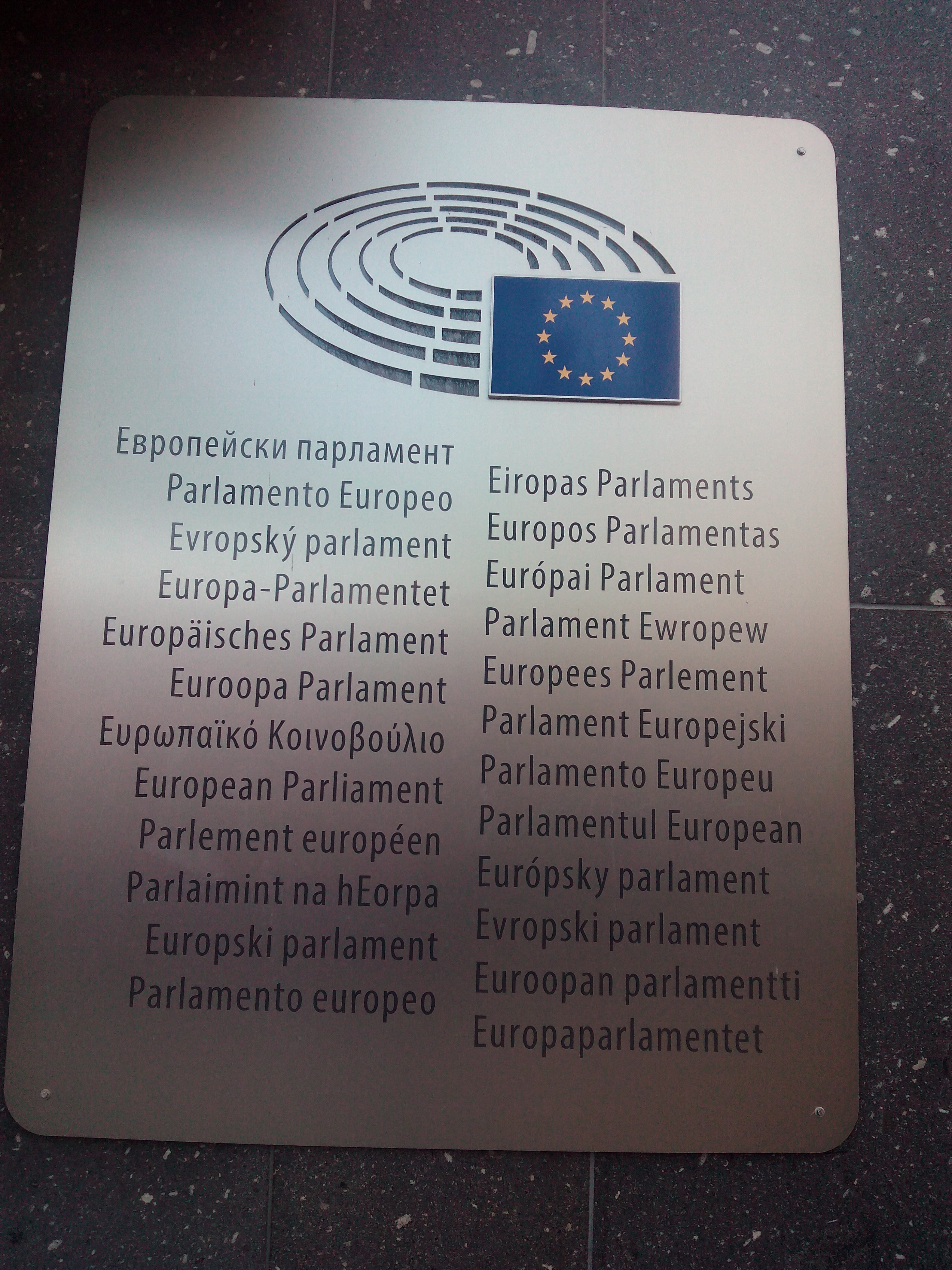
Cartel en la entrada al edificio del Parlamento Europeo en Bruselas escrito en los 24 idiomas oficiales de la Unión Europea.

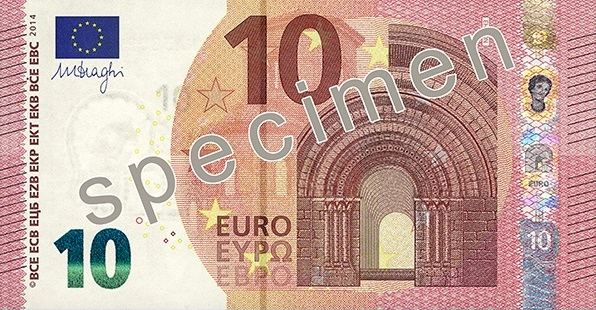
Billete de diez euros escrito en el alfabeto latino y griego (EURO and ΕΥΡΩ, respectivamente), y también en el alfabeto búlgaro (cirílico) (ЕВРО), a raíz de la adhesión de Bulgaria a la Unión Europea en 2007.

El número de Estados miembros sobrepasa el número de lenguas oficiales, esto se debe principalmente a que varias lenguas se hablan en más de un país. A modo de ejemplo, el neerlandés es oficial en los Países Bajos y Bélgica; el francés, en Francia, Bélgica y Luxemburgo; y el griego, en Grecia y Chipre. El alemán, por su parte, es oficial en Alemania, Austria, Luxemburgo y Bélgica. El inglés es uno de los dos idiomas oficiales en la República de Irlanda y en Malta; y el sueco, en Suecia y Finlandia.
Además, también se debe a que no todas las lenguas oficiales han sido reconocidas como lenguas oficiales en la UE. Este es el caso del idioma luxemburgués, lengua oficial de Luxemburgo desde 1984 y al caso del turco, lengua nacional de Chipre.

### Lenguas de trabajo

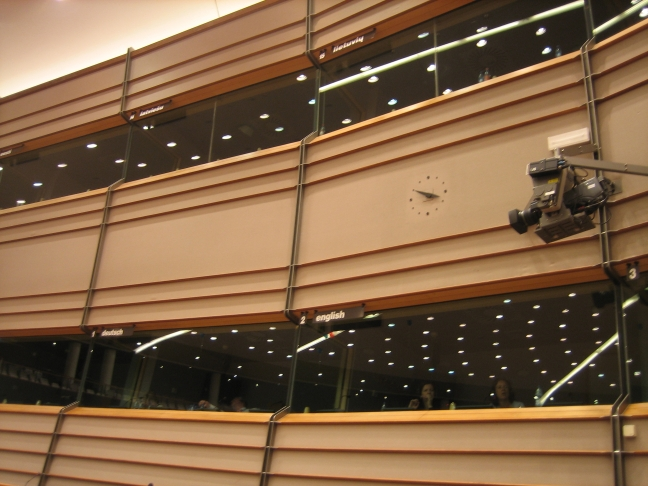
Cabinas de traducción para los intérpretes en la cámara de debate del Parlamento Europeo en Bruselas. El coste anual de traducción e interpretación es de 1.123 millones de euros del presupuesto de la UE.

Todas las 24 lenguas oficiales de la Unión Europea son, asimismo, lenguas de trabajo, sin embargo, tres de ellas, el alemán, francés e inglés, destacan por ser las lenguas de trabajo de muchas de las instituciones de la Unión Europea. En la Comisión Europea las tres lenguas de trabajo son el alemán, francés e inglés. La lengua de trabajo del Tribunal de Justicia de la Unión Europea es el francés y en el Banco Central Europeo, el inglés.
El Gobierno de España ha intentado impulsar el uso del español, cuarto idioma de la Unión Europea por hablantes nativos, como lengua de trabajo dentro de las instituciones en varias ocasiones. Desde la Salida del Reino Unido de la Unión Europea en 2020, el Gobierno de Francia quiere impulsar un mayor uso del francés como lengua de trabajo sustituyendo así al inglés.
Los documentos que un Estado miembro o una persona sujeta a la jurisdicción de un Estado miembro envía a las instituciones de la Comunidad pueden estar escritos en cualquier lengua oficial de la UE. La respuesta será en la lengua en la que el documento fue enviado. Las regulaciones y otros documentos de importancia general, como el Diario Oficial de la Unión Europea, están escritos en todas las lenguas oficiales. Por ejemplo, durante la presidencia de Finlandia en 1999 y 2006 se publicaron textos en latín, en el boletín de noticias semanal. La legislación y los documentos de mayor importancia pública son redactados en las 24 lenguas oficiales, aunque esto solo se da pocas veces.
El coste de mantener esta política multilingüística, esto es, las traducciones e interpretaciones, es de 1.123 millones de euros, lo que supone un 1 % del presupuesto de la UE.

### Casos especiales
A pesar de que el maltés es un idioma oficial, el Consejo estableció un período transitorio de tres años, del 1 de mayo de 2004, durante el cual las instituciones no estaban obligados a redactar todos los actos en maltés. Se acordó que el Consejo podría extender este período de transición por un año más, pero decidió no hacerlo. Todos los nuevos actos de las instituciones debían ser aprobados y publicados en maltés desde el 30 de abril de 2007.
Cuando Irlanda se unió a la Comunidad Económica Europea (actual Unión Europea) en 1973, al irlandés se le concedió el estatus de "lengua del tratado". Esto significaba que el Tratado de la UE se refirmó en irlandés. El irlandés fue incluido también en dicho tratado, y todos los posteriores tratados de la UE como una auténtica lengua en los tratados. Como lengua oficial, el irlandés es un idioma de procedimiento del Tribunal Europeo de Justicia. También es posible dirigirse de forma escrita en irlandés a las instituciones de la UE.
Sin embargo, a pesar de ser el primer idioma oficial de la República de Irlanda y de haber sido catalogado como lengua minoritaria en la región de Irlanda del Norte, el irlandés no se hizo una lengua oficial de trabajo de la Unión Europea hasta el 1 de enero de 2007. En esa fecha un reglamento del Consejo Irlandés de la UE entró en vigor para hacerla una lengua oficial de trabajo. Esto siguió a una decisión unánime el 13 de junio de 2005, por cancilleres de la UE para que el irlandés se convirtiera en el idioma oficial 21.º de la UE. Sin embargo, una excepción estipula que no todos los documentos deben ser traducidos al irlandés, como es el caso de los demás idiomas oficiales.
Con el nuevo reglamento se entiende que la legislación aprobada tanto por el Parlamento Europeo como por el Consejo de Ministros estipula que la traducción al irlandés, y la interpretación del irlandés estarán disponibles en las sesiones plenarias del Parlamento Europeo y en algunas reuniones del consejo. El costo de los servicios de traducción, interpretación, publicación y actos jurídicos implicados en la toma de la lengua oficial de Irlanda en la UE se estimó en poco menos de 3,5 millones € en 2005. La excepción sería revisada después de cuatro años y posteriormente cada cinco años.
El irlandés es el único idioma oficial de la Unión que no es la lengua más hablada en ningún Estado miembro. De acuerdo con las cifras del censo de 2006 de Irlanda, hay 1,66 millones de personas con alguna capacidad de hablar irlandés en Irlanda, de una población total de 4,24 millones, aunque solo 538.500 irlandeses practican un uso diario (contando los que lo usan principalmente en el sistema educativo), y algo más de 72.000 el usan el irlandés diariamente fuera del sistema educativo.

### Multilingüismo
La estrategia a escala de la UE para mejorar el aprendizaje de idiomas se establece en la Recomendación del Consejo relativa a un enfoque global de la enseñanza y el aprendizaje de idiomas, tratando de impulsar el aprendizaje de idiomas al final de la educación obligatoria, ayudando a todos los jóvenes a adquirir competencias en al menos otra lengua europea además de la lengua o lenguas de su escolarización.
Así mismo, se propone fomentar la adquisición de una tercera lengua adicional hasta un nivel que permita interactuar con un grado de fluidez medido con respecto al Marco Común Europeo de Referencia para las Lenguas (MCER) del Consejo de Europa.
De este modo, la política de la Unión Europea propone que todos los ciudadanos deberían hablar su lengua materna, un idioma vecino y un tercer idioma internacional. Para la mayoría, este idioma internacional es el inglés, pero no se especifica cual ha de ser.

## Conocimiento de lenguas

Hablantes del inglés, hablado por el 44% de la población total de la UE.

Hablantes del alemán, hablado por el 36% de la población total de la UE.

Hablantes del francés, hablado por el 30% de la población total de la UE.

Hablantes del italiano, hablado por el 18% de la población total de la UE.

Hablantes del español, hablado por el 17% de la población total de la UE.

El conocimiento de lenguas en la Unión Europea varía de forma considerable de un país a otro. Las cinco lenguas más habladas en la Unión Europea son el inglés (44%), el alemán (36%), el francés (30%), el italiano (18%) y el español (17%). Por lengua materna, los idiomas más hablados son el alemán (20%), el italiano (15%), el francés (14%) y el español (9%).
Mientras que la mayoría de los suecos y daneses es capaz de comunicarse en inglés, cinco de los Estados miembros todavía tienen, según el Eurobarómetro de 2016, mayoría de población monolingüe: Irlanda (el 72 % de habitantes solo habla su lengua materna), Hungría (63 %) y Bulgaria (61 %).
Cabe anotar que la ausencia del estatus de lengua oficial hace que lenguas que cuentan con un alto porcentaje de hablantes (por ejemplo, el catalán (+8 millones de hablantes), el ruso como segunda lengua, o el árabe como lengua materna), no tengan la misma representación en el ámbito institucional de la UE que otras menos utilizadas.
| Lenguas oficiales | Lengua materna | Segunda lengua (lengua extranjera) | Total |
| ----------------- | -------------- | ---------------------------------- | ----- |
| Inglés            | 1%             | 43%                                | 44%   |
| Alemán            | 20%            | 16%                                | 36%   |
| Francés           | 14%            | 16%                                | 30%   |
| Italiano          | 15%            | 3%                                 | 18%   |
| Español           | 9%             | 8%                                 | 17%   |
| Polaco            | 9%             | 1%                                 | 10%   |
| Rumano            | 6%             | 0%                                 | 6%    |
| Neerlandés        | 5%             | 1%                                 | 6%    |
| Húngaro           | 3%             | 0%                                 | 3%    |
| Portugués         | 2%             | 1%                                 | 3%    |
| Griego            | 2%             | 1%                                 | 3%    |
| Sueco             | 2%             | 1%                                 | 3%    |
| Checo             | 2%             | 1%                                 | 3%    |
| Búlgaro           | 2%             | 0%                                 | 2%    |
| Eslovaco          | 1%             | 1%                                 | 2%    |
| Danés             | 1%             | 0%                                 | 1%    |
| Finés             | 1%             | 0%                                 | 1%    |
| Croata            | 1%             | 0%                                 | 1%    |
| Lituano           | 1%             | 0%                                 | 1%    |
| Esloveno          | <1%            | 0%                                 | <1%   |
| Estonio           | <1%            | 0%                                 | <1%   |
| Irlandés          | <1%            | 0%                                 | <1%   |
| Letón             | <1%            | 0%                                 | <1%   |
| Maltés            | <1%            | 0%                                 | <1%   |

| País                     | Población, 2012 (mayores de 15 años) | Inglés | Francés | Alemán | Español | Ruso | Italiano | Polaco |
| Población total de la UE | 408 879 069                          | 44%    | 30%     | 36%    | 17%     | 6%   | 18%      | 10%    |
| ------------------------ | ------------------------------------ | ------ | ------- | ------ | ------- | ---- | -------- | ------ |
| Alemania                 | 64 409 146                           | 56%    | 15%     | 98%    | 4%      | 6%   | 3%       | 1%     |
| Austria                  | 7 009 827                            | 73%    | 11%     | 97%    | 4%      | 2%   | 9%       | 1%     |
| Bélgica2                 | 8 939 546                            | 38%    | 81%     | 23%    | 5%      | 1%   | 4%       | 0%     |
| Bulgaria                 | 6 537 510                            | 25%    | 2%      | 8%     | 2%      | 23%  | 1%       | 0%     |
| Chipre                   | 660 400                              | 73%    | 11%     | 5%     | 2%      | 4%   | 3%       | 0%     |
| Croacia                  | 3 856 401                            | 49%    | 4%      | 34%    | 2%      | 4%   | 14%      | 0%     |
| Dinamarca                | 4 561 264                            | 86%    | 9%      | 47%    | 4%      | 0%   | 1%       | 0%     |
| Eslovaquia               | 4 549 955                            | 26%    | 2%      | 22%    | 1%      | 17%  | 1%       | 5%     |
| Eslovenia                | 1 759 701                            | 59%    | 3%      | 48%    | 3%      | 5%   | 12%      | 0%     |
| España                   | 39 127 930                           | 22%    | 12%     | 2%     | 98%     | 1%   | 2%       | 0%     |
| Estonia                  | 945 733                              | 50%    | 1%      | 22%    | 1%      | 56%3 | 0%       | 0%     |
| Finlandia                | 4 440 004                            | 70%    | 3%      | 18%    | 3%      | 3%   | 1%       | 0%     |
| Francia                  | 47 756 439                           | 39%    | 97%     | 8%     | 13%     | 1%   | 5%       | 1%     |
| Grecia                   | 8 693 566                            | 51%    | 9%      | 9%     | 1%      | 1%   | 8%       | 0%     |
| Hungría                  | 8 320 614                            | 20%    | 3%      | 18%    | 1%      | 4%   | 1%       | 0%     |
| Irlanda                  | 3 522 000                            | 99%    | 17%     | 7%     | 4%      | 1%   | 1%       | 3%     |
| Italia                   | 51 862 391                           | 34%    | 4%      | 3%     | 8%      | 0%   | 97%      | 0%     |
| Letonia                  | 1 447 866                            | 46%    | 1%      | 14%    | 1%      | 67%4 | 0%       | 2%     |
| Lituania                 | 2 829 740                            | 38%    | 3%      | 14%    | 1%      | 80%  | 1%       | 12%    |
| Luxemburgo               | 404 907                              | 56%    | 96%     | 71%    | 5%      | 0%   | 6%       | 0%     |
| Malta                    | 335 476                              | 89%    | 17%     | 3%     | 1%      | 0%   | 66%      | 0%     |
| Países Bajos             | 13 371 980                           | 90%    | 29%     | 71%    | 5%      | 0%   | 2%       | 0%     |
| Polonia                  | 32 413 735                           | 33%    | 4%      | 19%    | 1%      | 26%  | 2%       | 99%    |
| Portugal                 | 8 080 915                            | 27%    | 24%     | 1%     | 10%     | 0%   | 1%       | 0%     |
| República Checa          | 9 012 443                            | 27%    | 1%      | 15%    | 1%      | 13%  | 1%       | 2%     |
| Rumanía                  | 18 246 731                           | 31%    | 23%     | 7%     | 5%      | 3%   | 7%       | 0%     |
| Suecia                   | 7 791 240                            | 86%    | 11%     | 30%    | 5%      | 0%   | 2%       | 1%     |

## Lenguas no oficiales y lenguas semioficiales
De acuerdo con el Euromosaic study, algunas lenguas regionales o idiomas minoritarios que se hablan en la UE no tienen reconocimiento oficial en la misma. Algunos de ellos pueden tener un estatus oficial en el Estado miembro y contar con muchos hablantes, más que algunos de los idiomas oficiales menos utilizados.
En la lista, las lenguas construidas, o lo que los Estados miembros consideren como simples dialectos de una lengua oficial de los Estados miembros no están incluidos. Cabe señalar que muchos de estos dialectos supuestos son ampliamente vistas por los lingüistas como idiomas separados. Estos incluyen las lenguas romances que se habla en Italia, por ejemplo, lombardo, ligur, piamontés, sardo, véneto, napolitano y siciliano.

### Lenguas con reconocimiento autonómico en España
Las lenguas cooficiales junto al castellano en algunas comunidades autónomas de España son catalán/valenciano, gallego, euskera y aranés. La 667.ª reunión del Consejo de la Unión en Luxemburgo el 13 de junio de 2005, decidió autorizar un uso limitado a nivel europeo de las lenguas reconocidas por los Estados miembros distintas de los idiomas oficiales de trabajo. El Consejo otorgó el reconocimiento a "idiomas distintos de los idiomas mencionados en el Reglamento nº 1/1958  que estén reconocidas por la Constitución de un Estado miembro en todo o parte de su territorio o cuyo uso está autorizado por ley". El uso oficial de estas lenguas sería autorizado sobre la base de un acuerdo administrativo celebrado entre el Consejo y el Estado miembro requirente.
Aunque el vasco, el catalán-valenciano, el gallego y el aranés no son oficiales en toda España, sino cooficiales en sus respectivas regiones, de conformidad con la Constitución española, tienen derecho a beneficiarse de su uso oficial en las instituciones de la UE en los términos de la resolución del Consejo de la Unión Europea del 13 de junio de 2005. El gobierno español accedió a las disposiciones en materia de idiomas.
El estado del catalán, hablado por más de 9 millones de ciudadanos de la Unión (1,8 % del total), ha sido objeto de debate en particular. El 11 de diciembre de 1990, el uso del catalán fue objeto de una Resolución del Parlamento Europeo (Resolución A3-169/90 relativa a la situación de las lenguas en la Comunidad y la de la lengua catalana [OJ-C19, 28 de enero de 1991]).
El 16 de noviembre de 2005, el presidente, Peter Straub, del Comité de las Regiones firmó un acuerdo con el embajador español en la UE, Carlos Bastarreche Sagües, que aprobaba el uso de las lenguas regionales españolas en una institución de la UE por primera vez en una reunión sobre ese día, con servicios de interpretación por intérpretes de la Comisión Europea.
El 3 de julio de 2006, la Oficina del Parlamento Europeo aprobó una propuesta por parte del Estado español para que los ciudadanos pudieran hacer frente al Parlamento Europeo, en vasco, catalán/valenciano y gallego, dos meses después de su rechazo inicial.
El 30 de noviembre de 2006, el Defensor del Pueblo Europeo, Nikiforos Diamandouros, y el embajador español en la UE, Carlos Bastarreche, firmaron un acuerdo en Bruselas para permitir a los ciudadanos españoles dirigir sus quejas al Defensor del Pueblo en vasco, catalán/valenciano, gallego y aranés, los cuatro idiomas cooficiales en España. Según el acuerdo, un organismo de traducción, que se crearía y financiaría por el gobierno español, sería el responsable de la traducción de las quejas presentadas en estas lenguas. A su vez, se traducirían las decisiones del Defensor del Pueblo, del español al idioma del demandante.
Eurodiputados gallegos como José Posada, Camilio Nogueira o Ana Miranda utilizaron el gallego reintegracionista en el Parlamento Europeo, siendo traducidos por los traductores de portugués.
Cabe destacar que la Oficina de Representación de la Comisión Europea y la Oficina del Parlamento Europeo en Barcelona utilizan el idioma catalán como lengua de trabajo y emiten comunicados en dicha lengua.

### Lenguas con reconocimiento regional en Italia
| Grupo                            | Hablantes | Lengua original                  | Dominio lingüístico |
| -------------------------------- | --------- | -------------------------------- | --- |
| Napolitano                       | 11 000    | napolitano                       | Campania, sur de Lacio, centro y norte de Apulia, Basilicata, Molise, Abruzos, sur de Marcas y Calabria septentrional. |
| Siciliano                        | 8 000     | siciliano                        | Sicilia, centro y sur de Calabria y sur de Apulia. |
| Lombardo                         | 7 000     | lombardo (occidental y oriental) | Lombardía, Trentino occidental y Piemonte oriental. |
| Véneto                           | 3 318 000 | Vèneto                           | Véneto, Trentino oriental y Friul occidental. |
| Sardo                            | 1 348 000 | Sardo                            | Centro y sur de Cerdeña (80,72 %) |
| Emiliano-Romañol                 | 1 250 000 | Emiliano-romañol                 | Emilia-Romaña y norte de Marcas. |
| Friulano                         | 653 000   | Friulano                         | Friul-Venecia Julia (43 %) y Véneto oriental. |
| Tirolés                          | 251 000   | Alemán tirolés                   | Alto Adigio (69,15 %). |
| Occitano                         | 178 000   | Occitano                         | Algunos municipios en las provincias de Cuneo (4,76 %) y de Turín (Piamonte) y un municipio en la provincia de Cosenza (Calabria). |
| Gallurés                         | 100 000   | Gallurés                         | Provincia de Sácer (Cerdeña). |
| Francoprovenzal                  | 90 000    | Francoprovenzal                  | Algunos municipios en la provincia de Turín (Piamonte), algunos municipios en la provincia de Aosta (Valle de Aosta) y dos municipios en la provincia de Foggia (Apulia). |
| Arbëreshë (Italoalbanés)         | 80 000    | Arbëreshë                        | Algunos municipios de las provincias de Cosenza, Crotona y Catanzaro (Calabria), tres municipios en la provincia Potenza (Basilicata), tres municipios en la provincia de Campobasso (Molise), tres municipios en la provincia de Palermo (Sicilia), dos municipios en la provincia de Foggia y uno en la provincia de Taranto (Apulia), un municipio en la provincia de Avellino (Campania) y un municipio en la provincia de Pescara (Abruzos). |
| Ladino                           | 55 000    | Ladino                           | Algunos municipios en las provincias de Bolzano y Trento (Trentino-Alto Adige) y algunos municipios de la provincia de Belluno (Véneto). |
| Esloveno                         | 50 000    | Esloveno                         | Algunos municipios en las provincias de Trieste, Gorizia y Udine (Friul-Venecia Julia) |
| Catalán                          | 26 000    | Alguerés                         | Un municipio en la provincia de Sácer (Alguer), en Cerdeña. |
| Francés                          | 20 000    | Francés                          | Valle de Aosta (17,33 %). |
| Griko/Grecanico (Griego antiguo) | 20 000    | Griko/Grecanico                  | Algunos municipios de la provincia de Regio de Calabria (Calabria) y algunos municipios de la provincia de Lecce (Apulia). |
| Cimbro/Mocheno (Bávaro antiguo)  | 3100      | Bávaro (Cimbro/Mocheno)          | Dos municipios de la provincia de Vicenza (Véneto) y un municipio de la provincia de Trento (Trentino-Alto Adigio). |
| Croata                           | 2600      | Croata                           | Un municipio de la provincia de Campobasso (Molise). |

### Luxemburgués y turco
Luxemburgués (Luxemburgo) y turco (Chipre) son las dos únicas lenguas nacionales que no son idiomas oficiales de la UE. Ni Luxemburgo, ni Chipre ha utilizado todavía la provisión del 13 de junio de 2005, disposición de resolución de beneficiarse de su uso en las instituciones oficiales de la UE.

### Romaní
- Los romaníes, suponen más de dos millones de personas en la UE, y hablan la lengua romaní, que no es oficial en ningún país de la UE. Por otra parte, los medios de comunicación en romaní y su presencia en instituciones educativas son casi insignificantes.
- Idioma caló, dialecto del romaní originario de los gitanos originarios de España y Portugal.

### Ruso
Aunque no es una lengua oficial de la Unión Europea, el ruso es ampliamente hablado en algunos de los Estados miembros de la UE que antes formaban parte de la Unión Soviética. El ruso es la lengua materna de alrededor de 1,6 millones de los rusos del Báltico que residen en Letonia, Estonia y Lituania, así como una importante comunidad de alrededor de 3,5 millones en Alemania. El ruso a su vez es también entendido por la mayoría de los letones, estonios y lituanos, ya que, como lengua oficial de la Unión Soviética, era una asignatura obligatoria en esos países durante la época soviética. Sin embargo, desde la caída de la Unión Soviética, la capacidad de hablar ruso ha disminuido con rapidez entre los jóvenes letones étnicos, estonios y lituanos. Es la octava lengua más hablada en la UE y el 7 % de todos los ciudadanos de la UE hablan o entienden el ruso, en cierta medida.

### Lenguas sami
En Finlandia las lenguas sami: sami septentrional (2.000 hablantes), sami skolt (400) y sami inari (300) tienen reconocimiento local limitado en ciertos municipios de la Laponia finlandesa. Por otra parte, la legislación concerniente específicamente a los sami debe ser traducida a estos idiomas, pese a que el bilingüismo con el finlandés es universal.
Los tres idiomas sami se hablan en Suecia, aunque el "idioma sami" (no diferenciado) es reconocido como un oficial de lenguas minoritarias de Suecia, y es cooficial con el sueco en cuatro municipios de la Provincia de Norrbotten (Laponia sueca).

### Latín
Durante varios siglos, el latín fue la lingua franca a efectos administrativos y académicos en una gran parte de lo que hoy es la Unión Europea. Por lo tanto, varias instituciones utilizan el latín en sus logotipos y nombres de dominio, en vez de anotar sus nombres en todas las lenguas oficiales. Por ejemplo, el Tribunal Europeo de Justicia tiene su sitio web en http://curia.europa.eu/. El Tribunal de Cuentas utiliza Curia Rationum en su logotipo. El Consejo de la Unión Europea tiene su sitio web en http://www.consilium.europa.eu/ y su logotipo muestra Consilium. El lema de la Unión Europea tiene una versión en latín desde una etapa temprana de la concepción: "In varietate concordia". En el marco del Reglamento de la Societas europaea, las empresas pueden ser incorporadas como Societas Europaea (del latín "sociedad europea", a menudo abreviado como S.E. después del nombre propio adecuado de la empresa).

### Esperanto
El esperanto no tiene estatus oficial en ningún Estado miembro. El partido europeo Europa-Democracia-Esperanto tiene por objeto establecer esta lengua artificial como una lengua oficial secundaria en la UE. Entre otras razones se basa en el Informe Grin, que concluye con una solución que llevaría a un ahorro anual de 25 mil millones de euros para la Unión Europea, 56 euros anuales por habitante.